# Cellariella somalica
Cellariella somalica är en biart som först beskrevs av Paolo Magretti 1899.
Cellariella somalica ingår i släktet Cellariella och familjen vägbin. Inga underarter finns listade.